# Paul Runge (musicògraf)
Paul Runge   (Henryków, Greater Poland Voivodeship, 2 de gener de 1848 - Colmar, 4 de juliol de 1911) fou un musicògraf i compositor alemany.
Va rebre la seva formació a Berlín en l'Institut Reial per a la música eclesiàstica i sota la direcció de J. J. Schneider, i des de 1873 s'establi a Colmar fins a la seva mort. Com a compositor no fou gaire fecund, però va escriure obres importants envers la història de la música.
Cal mencionar: 
- Sangesweisen der Kolmarer Handschrift und die Liederhandschrift, Donaueschingen (Leipzig, 1896);
- Die Lieder und Melodien der Geissler des Jahres 1349 (Leipzig, 1899);
- Lieder des Hugo von Montfort mit den Melodien des Burk Mangoft (Leipzig, 1906).

A més, se li deuen, Notation des Meistergesang (1907), en el Bericht der Internationalen Musikgesellschaft, i Die Lieder Mülichs von Prag, amb col·laboració amb Richard Batka (1905).